# Partido de la Unidad Nacionalsocialista Sueca
El Partido de Unidad Nacionalsocialista Sueca (en sueco: Svenska nationalsocialistiska partiet) era un partido político nacionalsocialista en Suecia. El partido nació de una escisión en el Partido Nacionalsocialista Sueco en octubre de 1933, cuando el Estado Mayor del Partido (partistaben) del SNSP, con sede en Gotemburgo, expulsó al líder del partido Birger Furugård. Sin embargo, Furugård pudo aislar la facción del Estado Mayor del Partido y retuvo la mayoría de los miembros del partido. El personal del partido se reagrupó como el Partido de Unidad Nacional Socialista Sueco (comúnmente apodado SNSP-staben). El grupo del personal del partido continuó publicando Vår Kamp como su órgano del partido.
En diciembre de 1933, la rama Skanör-Falsterbo del partido se separó y formó su propio partido.
A finales de 1933, el Partido de Unidad Nacionalsocialista sueco se fusionó con el Bloque Nacionalsocialista.